# IV wojna syryjska

Obszar Morza Śródziemnego w 218 p.n.e. Państwo Seleucydów - kolor żółty, Egipt Ptolemeuszy - kolor zielony.

Czwarta wojna syryjska (221-217 p.n.e.) toczyła się między Antiochem III Wielkim, władcą państwa Seleucydów, a Ptolemeuszem IV Filopatorem, królem Egiptu. Po początkowych sukcesach Antiocha, ostatecznie skończyła się jego przegraną w bitwie pod Rafią (217 p.n.e.) i utratą niemal wszystkich zdobyczy wojennych.
IV wojna syryjska była kolejnym rozdziałem zmagań między Seleukidami a Ptolemeuszami na Bliskim Wschodzie, zarówno jeśli chodzi o dominację w tym rejonie, jak również w aspekcie prestiżowym na renie międzynarodowej i na gruncie wewnętrznym. W tym przypadku stroną inicjującą był władca państwa Seleukidów. Antioch III, jako młody władca, miał wielkie ambicje, do których m.in. należała restauracja potęgi państwa z czasów jej założyciela – Seleukosa I Nikatora, a chociaż tereny Celesyrii nie wchodziły w skład monarchii Seleukosa, to jednak jego następcy zawsze rościli do nich pretensje.

## I etap walk (221-220 p.n.e.)
Inicjatorem wojny był minister na dworze monarchy seleucydzkiego Hermias z Karii. Pomimo zagrożenia we wschodniej części państwa w związku z buntem satrapów Molona i Aleksandra, nakłonił on młodego Antiocha do działań zaczepnych przeciwko Ptolemeuszom o Celesyrię, Fenicję i Palestynę. W 221 r. p.n.e. Antioch pociągnął z armią w kierunku tychże krain, jednakże jego wojska utknęły w przesmyku górskim między górami Libanu i Antylibanu, bezskutecznie oblegając dwie blokujące dalsze działania twierdze: Gerrhę i Brochoi. W tym czasie do króla dotarły wieści o klęsce jego dowódców mających stłumić bunty na Wschodzie i o sukcesach rebeliantów, którzy rozszerzali swą władzę dalej na zachód. Sytuacja ta zmusiła Antiocha do przerwania ofensywy przeciwko Lagidom i podjęcia działań w celu zlikwidowania buntu, co mu się udało w toku działań zbrojnych do r. 220 p.n.e.

## II etap walk (219 p.n.e.)
Wznowienie IV wojny syryjskiej nastąpiło w 219 r. p.n.e., a dodatkowym bodźcem do jej podjęcia była oferta głównodowodzącego wojskami ptolemejskimi w Celesyrii, Theodotosa z Etolii, który w obawie przed wpływowymi ministrami Ptolemeusza IV Filopatora, Sosibiosem i Agatoklesem, obiecał Seleukidzie pomoc w zajęciu twierdz fenickich. Po opanowaniu Seleucji nad Orontesem Antioch forsownym marszem ruszył na południe, zajmując, dzięki Theodotosowi, Tyr i Ptolemais – dwie nadmorskie twierdze, wzmacniając jednocześnie swoją flotę wojenną znajdującymi się tam okrętami. Jeszcze tegoż roku (219 p.n.e.) Antioch kontynuował działania zbrojne, zajmując pomniejsze twierdze w Fenicji, a następnie ruszył w kierunku Egiptu. Nie wkroczył jednak do niego, gdyż zniechęciły go do ofensywy dość drastyczne środki obronne przedsięwzięte przez Ptolemeusza i Sosibiosa, takie jak zasypanie studzien na szlaku do Egiptu i zalanie wschodniej części delty Nilu przez otwarcie kanałów. Antioch III powrócił do Seleucji nad Orontesem, rozpuścił swoją armię na leża zimowe, a następnie przystąpił do negocjacji z królem Egiptu i jego ministrem, uważając wojnę za wygraną i oczekując ustępstw terytorialnych ze strony Ptolemeusza.

## Klęska Antiocha
Wynegocjowany rozejm były niczym innym jak grą na zwłokę władz w Aleksandrii, które postanowiły go maksymalnie wykorzystać w celu wzmocnienia swoich sił zbrojnych, wobec nieuchronnie nadchodzącej kolejnej rundy konfrontacji z Seleukidą. Zanim się Antioch spostrzegł, Egipt miał już niemal gotową, całkiem sprawną i zreorganizowaną armię. Oprócz zaciągniętych najemników, z niemal całego świata greckiego oraz powołania pod broń osadników wojskowych, Sosibios uzbroił Egipcjan na wzór macedoński i stworzył z nich falangę. Było to nowatorskie posunięcie, ale jak się okazało skuteczne, chociaż dalsze dzieje państwa Lagidów pokazały, że było ono bardzo niebezpieczne. W końcu Seleukida, zorientowawszy się, że przeciągające się negocjacje do niczego nie prowadzą, a dają tylko czas Egiptowi na wzmocnienie swych sił, wiosną 218 r. p.n.e. zmobilizował swoje wojska i ruszył znowu na południe w celu całkowitego opanowania terytoriów aż do granic Egiptu. Szlak jego marszu znaczyły zwycięstwa w potyczkach i zajmowanie poszczególnych miast w Fenicji i Palestynie. Na zimę 218/217 r. p.n.e. Antioch pozostał już w Ptolemais, aby, gdy tylko warunki na to pozwolą, błyskotliwie zakończyć wojnę z Egiptem. Finał IV wojny syryjskiej nastąpił pod Rafią 22 czerwca 217 r. p.n.e. Wojska Selukidy zostały pokonane przez armie Ptolemeusza IV Filopatora, który osobiście brał udział w bitwie.

## Skutki wojny
Król Antioch po tej klęsce musiał oddać wszystkie miasta i twierdze zdobyte w trakcie całej wojny, z wyjątkiem Seleucji nad Orontesem, a Ptolemeusze utrzymali swoje panowanie w południowej Syrii, Fenicji i Palestynie jeszcze przez kilkanaście lat - do czasów V wojny syryjskiej.
Pomimo zwycięstwa Egiptu, wojna z państwem Seleukidów obnażyła z jednej strony słabość monarchii Ptolemeuszy na arenie międzynarodowej (niewykorzystanie w pełni owoców zwycięstwa z powodu m.in. braku możliwości kontynuowania wojny na dłuższą metę poza granicami kraju), jak również otworzyła nowe problemy na gruncie wewnętrznym (m.in. niepokoje społeczne wywołane przez powołanych pod broń Egipcjan).
Biorąc pod uwagę klęskę Seleukidy, warunki pokoju nie były dla niego zbyt ciężkie, niemniej jednak były istotnym ciosem w jego prestiż jako władcy, poza tym wojna ta mocno nadszarpnęła budżet królewski, który należało szybko odbudować – m.in. te czynniki stały się motorem działań Antiocha na najbliższe lata (stłumienie buntu Achajosa, wyprawa na Wschód).

## Źródła
- Polibiusz, Dzieje. Tom I. Przekład, opracowanie i wstęp Seweryn Hammer. Wrocław: Ossolineum & De Agostini, 2005. ISBN 83-04-04821-3